# Thomas Cook Airlines
A Thomas Cook Airlines egy charter légitársaság, amelynek központja Manchesterben, Angliában van. Anyavállalata a  Thomas Cook Group plc, amely 2019. szeptember 23-án – fizetésképtelenség miatt – valamennyi vállalatának  tevékenységét felfüggesztette ezen a napon. Sajtóban megjelent becslések szerint ezáltal világszerte mintegy 600 ezer utas nem tudta igénybe venni a légi járatát.
A 94 repülőgépből álló flottával rendelkező légitársaság hónapok óta pénzügyi nehézségekkel küszködött. (Ezt mutatja, hogy a 2019. március 31-én zárult fél évről 1,5 milliárd font (mintegy 570 milliárd forint) adózás előtti veszteséget jelentett.)
A légitársaság a főbb nyaraló-célpontokra üzemeltetett járatokat Európában (főként a mediterrán tengerparton), Észak-Afrikában, Ázsiában, Észak-Amerikában, és a Karib-szigetekre.

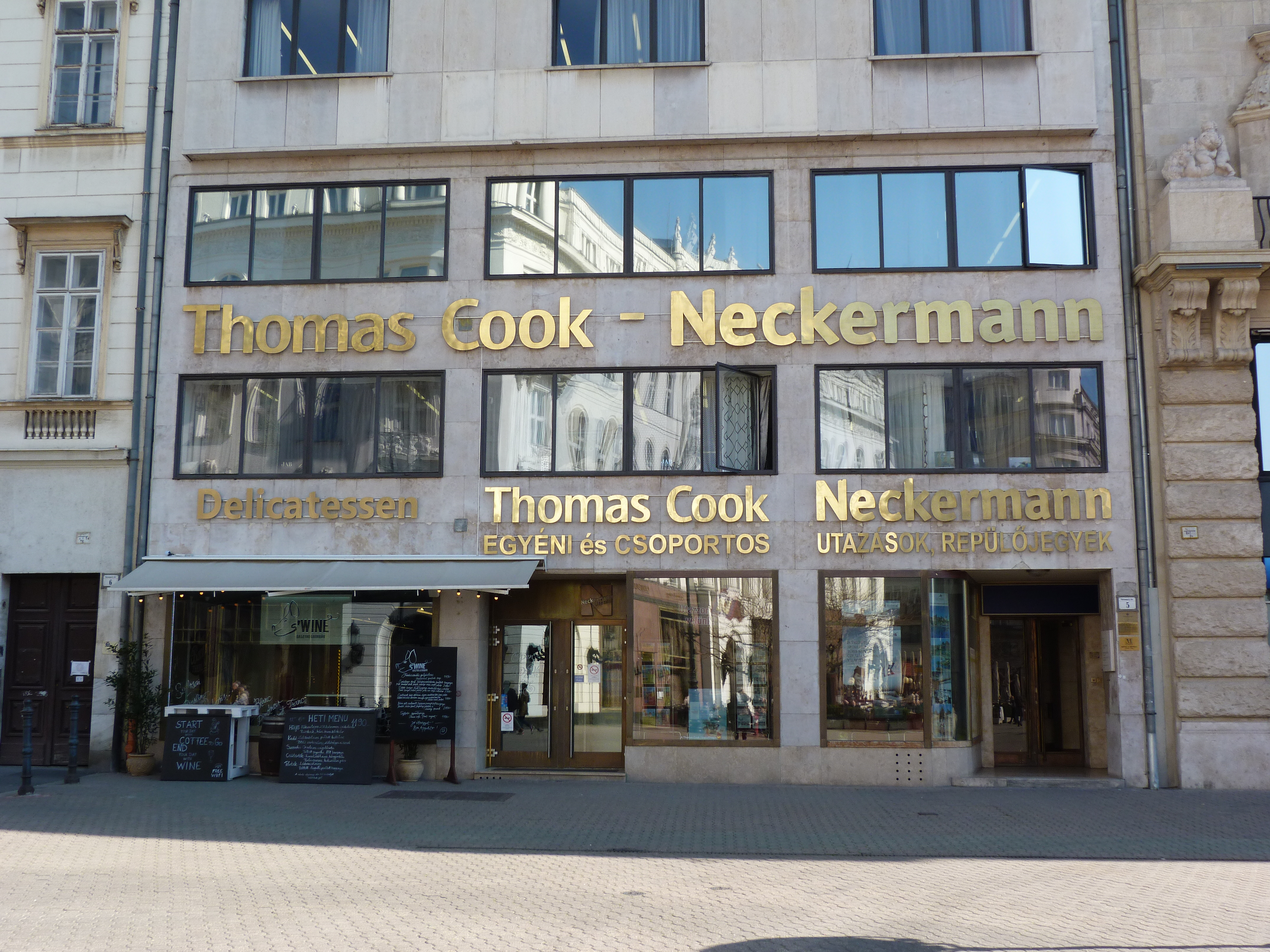
Thomas Cook Budapesten

## Története
2008-ban a légitársaság 8 315 327 utast szállított, 2009 nyarán pedig a flottája 44 db Boeing és Airbus gépekből állt össze, ezzel pedig egy időben az Egyesült Királyság egyik legnagyobb légitársaságává nőtte ki magát.